# Rockwell (Iowa)
Rockwell – miasto w Stanach Zjednoczonych, w stanie Iowa, w hrabstwie Cerro Gordo. W 2000 roku liczyło 989 mieszkańców.